# Paul Adderley
Paul Lawrence Adderley (* 15. August 1928 in Nassau, Bahamas; † 19. September 2012 ebenda) war ein Politiker der Bahamas.

## Biografie
Adderley wurde nach der Souveränität der Bahamas von Großbritannien am 10. Juli 1973 von Premierminister Lynden O. Pindling zum Außenminister sowie Generalstaatsanwalt in dessen Regierung berufen. 1984 folgte ihm Clement T. Maynard als Außenminister. Im Rahmen einer Regierungsumbildung schied er 1989 als Generalstaatsanwalt aus, war jedoch dann von 1990 bis zum Ende von Pindlings Amtszeit am 21. August 1992 Finanzminister.
Zuletzt war er als Nachfolger von Dame Ivy Dumont vom 1. Dezember 2005 bis zum Amtsantritt von Arthur Dion Hanna am 1. Februar 2006 amtierender Generalgouverneur der Bahamas.